# Великий Узень
Великий Узень (каз. Үлкен Өзен, Қараөзен. рос. Большой Узень) — річка в Саратовській області Росії та Західно-Казахстанській області, північно-західної частини Казахстану. Належить до внутрішнього безстічного Арало-Каспійського басейну. Одна із назв річки Қараөзен, з казахської мови перекладається як: Қара — «чорний», а Өзен — «річка» (Чорна річка).

## Географія
Великий Узень бере початок на південно-західних схилах Общого Сирту, тече в південному напрямку, в межах Західно-Казахстанської області річка переходить у широку систему дрібних озер і боліт, відомих під іменем Камиш-Самарських. Загальна довжина річки близько 400 кілометрів (у повінь до 650 км). Русло досить глибоке, береги круті, поблизу селища Сламіхін є пороги. У верхній течії вода прісна цілий рік, в середній та нижній — до кінця літа, восени і зимою вода робиться гірко-солоною і непридатною до вживання. З лівого боку у Великий Узень впадає річка Алтата, з правого — невелика протока з'єднує з озером Сакрил. За однією із версій Великий Узень впадав в затоку Каспійського моря, яке відступило на південь і залишило після себе цілу систему озер — Камиш-Самарських, рівень яких нижче рівня Каспійського моря. Серед цих озер є озера з самоосадочною сіллю, яка має досить виразний гіркий присмак і відома під іменем «узенської» солі. Великий Узень багатий на рибу. В обривах річкових берегів і на дні часто знаходили залишки мамонта (зуби, бивні — добре збережені, кістки) і древнього бика. Весняні розливи утворюють в нижній частині обширні заливні луки, що забезпечують сіном на зимовий час незліченні табуни баранів і диких коней, які  тут зимують.
Середньорічна витрата води в поблизу міста Новоузенськ близько 6,7 м³/с. Швидкість течії води становить 0,1 м/с.